# Ruby M. Lichtenberg
Ruby M. Lichtenberg (* 2005) ist eine deutsche Schauspielerin.

## Leben
Lichtenberg wuchs in Lüneburg auf. 2017 erhielt sie nach einem Vorsprechen die Titelrolle der Kinoproduktion Invisible Sue – Plötzlich unsichtbar (Regie: Markus Dietrich). Der Kinder-Abenteuerfilm der öffentlich-rechtlichen Initiative „Der besondere Kinderfilm“ wurde auf zahlreichen deutschen und internationalen Festivals preisgekrönt.
2018 sah man Lichtenberg in einer Nebenrolle von Thomas Stillers Psychodrama Angst in meinem Kopf. Beim Filmfest Hamburg 2018 wurde der TV-Zweiteiler Unschuldig uraufgeführt, mit Lichtenberg in einer tragenden Rolle als Tochter eines vermeintlichen Mörders.
2019 stand sie in Episodenhauptrollen von Die Pfefferkörner und Großstadtrevier vor der Kamera. Im Oktober 2019 startete schließlich auch Invisible Sue – Plötzlich unsichtbar regulär in den deutschen Kinos.
Seit 2021 steht sie für die ARD-Degeto-Serie Praxis mit Meerblick in der Rolle „Klara Jensen“ vor der Kamera.
Lichtenberg lebt in Berlin.

## Filmografie
- 2018: Invisible Sue – Plötzlich unsichtbar (Kinofilm)
- 2018: Angst in meinem Kopf (Fernsehfilm)
- 2019: Unschuldig (Fernsehfilm-Zweiteiler)
- 2020: Großstadtrevier (Fernsehserie, Folge Die Frau auf der Insel)
- 2019: Die Pfefferkörner (Fernsehserie, Folge Kiras Albtraum)
- 2020: Die Küstenpiloten (Fernsehserie, 2 Folgen)
- seit 2021: Praxis mit Meerblick (Fernsehreihe)
  - 2021: Schwesterherz
  - 2023: Rügener Sturköpfe
  - 2023: Dornröschen
  - 2023: Schwindel
  - 2024: Kleine Wunder
  - 2024: Schiffbruch
  - 2025: Verlobung mit Hindernissen
  - 2025: Neun Leben
- 2022: Tatort: Videobeweis
- 2022: Notruf Hafenkante (Fernsehserie, Folge Schrecklicher Verdacht)
- 2023: Hotel Mondial (Fernsehserie, Folge Familienbande)
- 2024: Der Fleck
- 2024: In aller Freundschaft (Fernsehserie, Folge Fluchtwege)
- 2025: Das Licht (Kinofilm)

## Hörspiele
- 2018: Christian Gailus – Roch (Krimihörspiel)[4]
- 2019: Julie Hoverson – Midnight Tales (Hörspielreihe)[5]